# Catedral de Santa Cecilia (Albi)
La catedral de Santa Cecilia de Albi, en la archidiócesis de  Albi, es un edificio religioso situado en Francia. Dos siglos fueron necesarios para su construcción, de 1282 a 1480. Es hoy una de las catedrales más visitadas de Francia. El arzobispo es Pierre-Marie Carré.
Santa Cecilia ofrece un contraste importante entre el rigor exterior de su arquitectura defensiva y la riqueza interior de una suntuosa decoración.

## Arquitectura
Esta catedral fortaleza es una obra maestra del  gótico meridional. Se trata de un verdadero castillo que se convirtió en arma disuasoria en el sistema defensivo de la ciudad.
En el exterior, el edificio se enriqueció (hacia 1392) con la puerta Dominica de Florence, de un campanario en forma de torre de 78 metros de altura acabada en 1492 poco después de la consagración de la catedral (1480), y del baldaquín de la puerta de entrada (1515-1540). El interior del monumento marca una ruptura con el aspecto masivo del exterior. Se piensa generalmente que son artistas flamencos desconocidos, que realizaron la gigantesca pintura mural del Juicio Final (1475-1480).
En el mismo momento, artistas franceses esculpieron en gótico flamígero el ambón y el cercado del coro (1475-1484). Este conjunto de piedra está adornado con una magnífica estatuaria policromada, testigo único de la calidad de la escultura francesa del siglo XV.

## Pinturas murales
La pintura debajo del órgano representa el Juicio Final destaca por su superficie, su calidad y por su disposición en espejo o pareja con la Creación del Mundo / Resurrección. Esta enorme pintura del Juicio Final (1474-1484) originalmente cubría alrededor de 200 metros cuadrados. Pintado al temple, hay tres registros: el cielo, la tierra y el infierno donde los malvados gesticulan en los compartimentos dedicados a los siete pecados capitales.

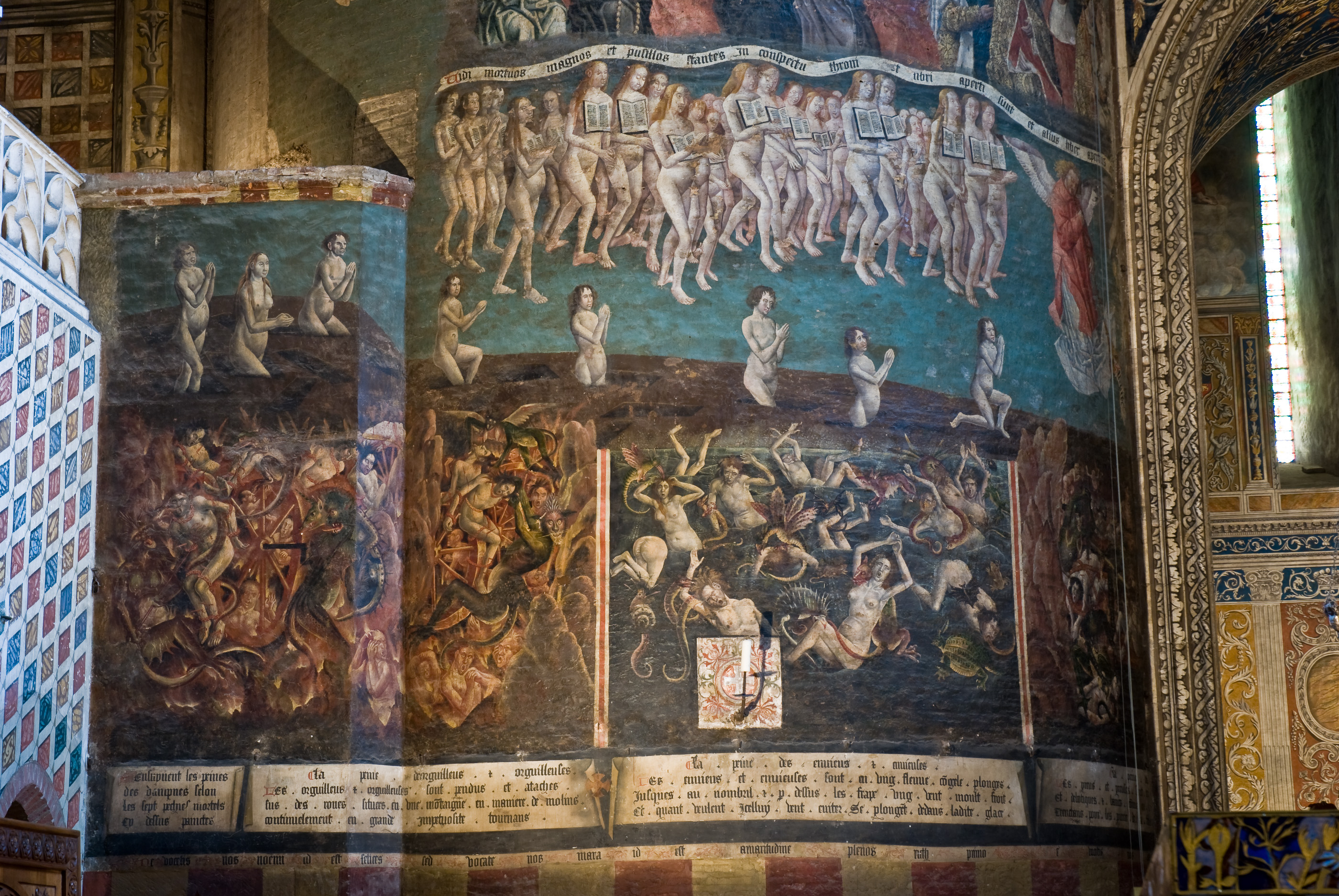
Detalle del pilar izquierdo.
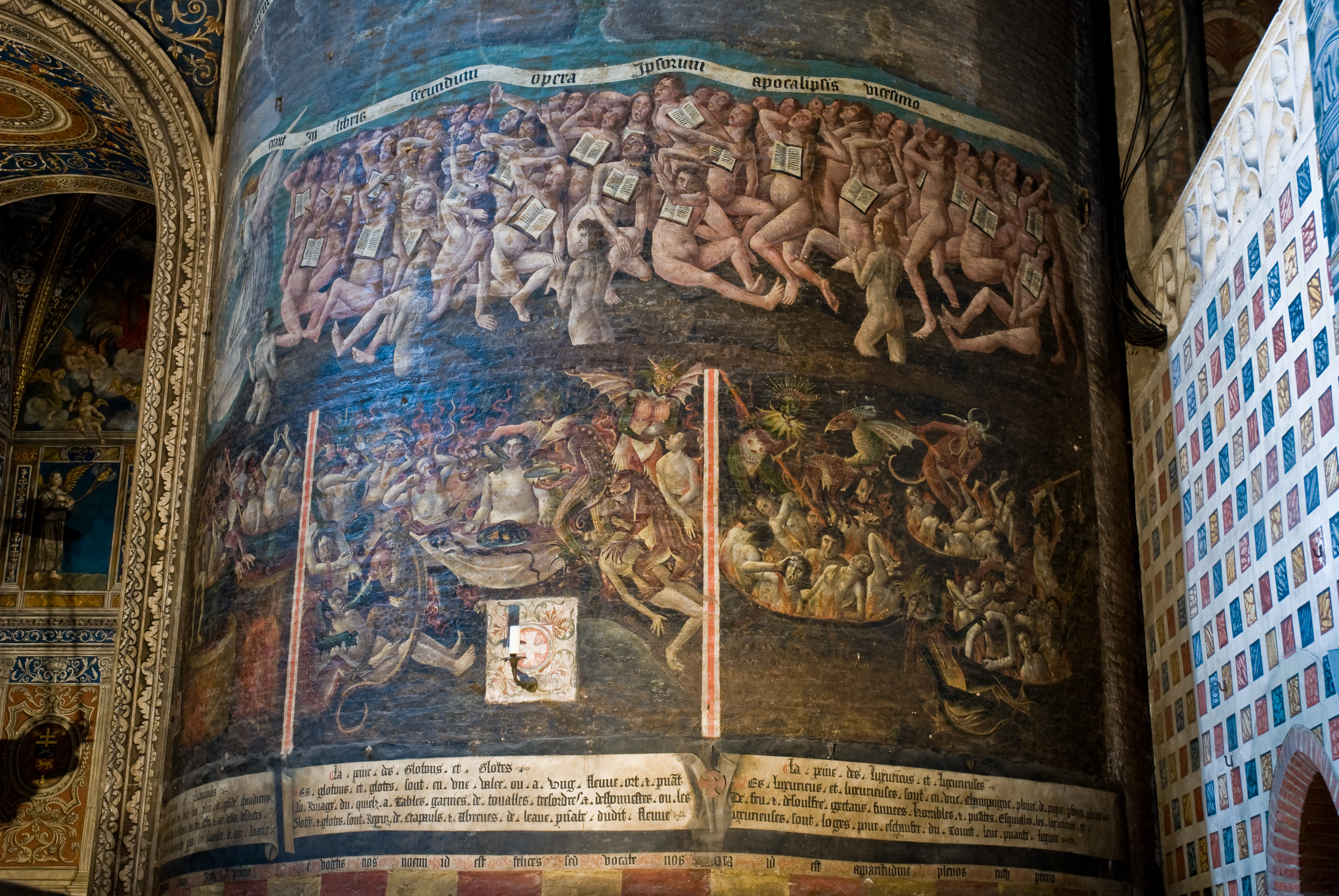
Detalle del pilar derecho.

Esta obra fue mutilada en el siglo XVIII por la abertura en el centro de la pared, el acceso a una capilla de la torre, que sirvió como coro de la iglesia hasta 1885. Los frescos de la bóveda (1509-1512), tienen colores ricos y excepcionales dimensiones (97 metros de largo y 28 m de ancho) son todos de como la pintura del renacimiento italiano se creen que son los más grandes y más antiguos de Francia. El color azul que recubre el techo por encima del coro es el famoso «azul de Francia» se dice «azul real».  Cuando se tomó muestras en la bóveda de la nave, se determinó que este color fue producido utilizando lapislázuli y óxido de cobre, es probablemente esta elección de  materiales de calidad, lo que explica el excelente estado de conservación de la bóveda.

## Órgano
Entre las otras riquezas de la catedral, se encuentra un órgano clásico francés de 1736. El órgano Moucherel fue ofrecido por el arzobispo Armand Pierre de la Croix de Castries, realizado en el siglo XVIII contribuyó a la decoración del edificio, ya que es aquí no sólo un instrumento, como en otros lugares, sino parte importante de la decoración, por su superficialidad. El número de juegos, en este órgano es sorprendentemente pequeño en comparación con el tamaño de su buffet, 16,40 metros de ancho y 15,30 metros de altura.

## Galería de imágenes

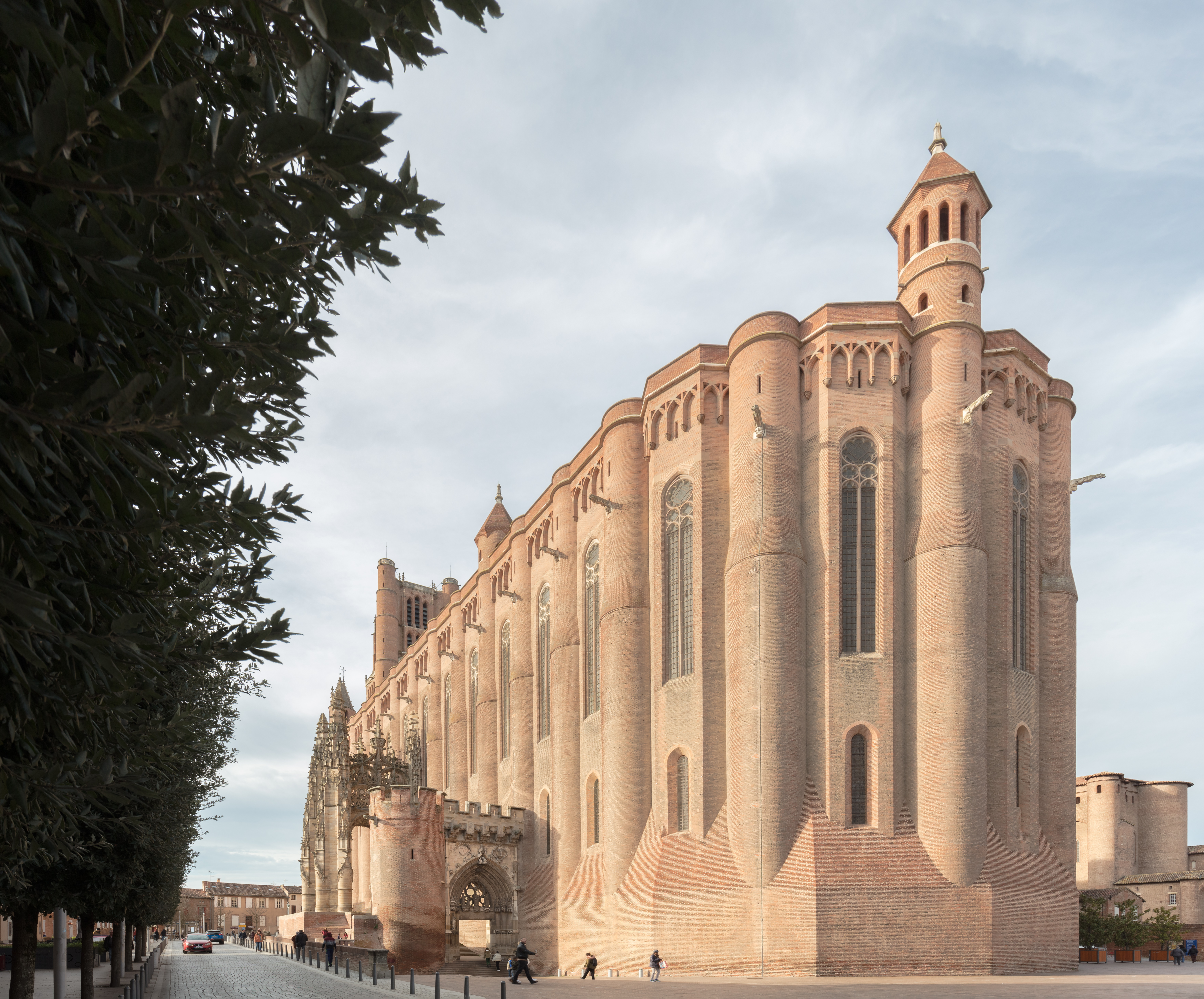
Exterior.
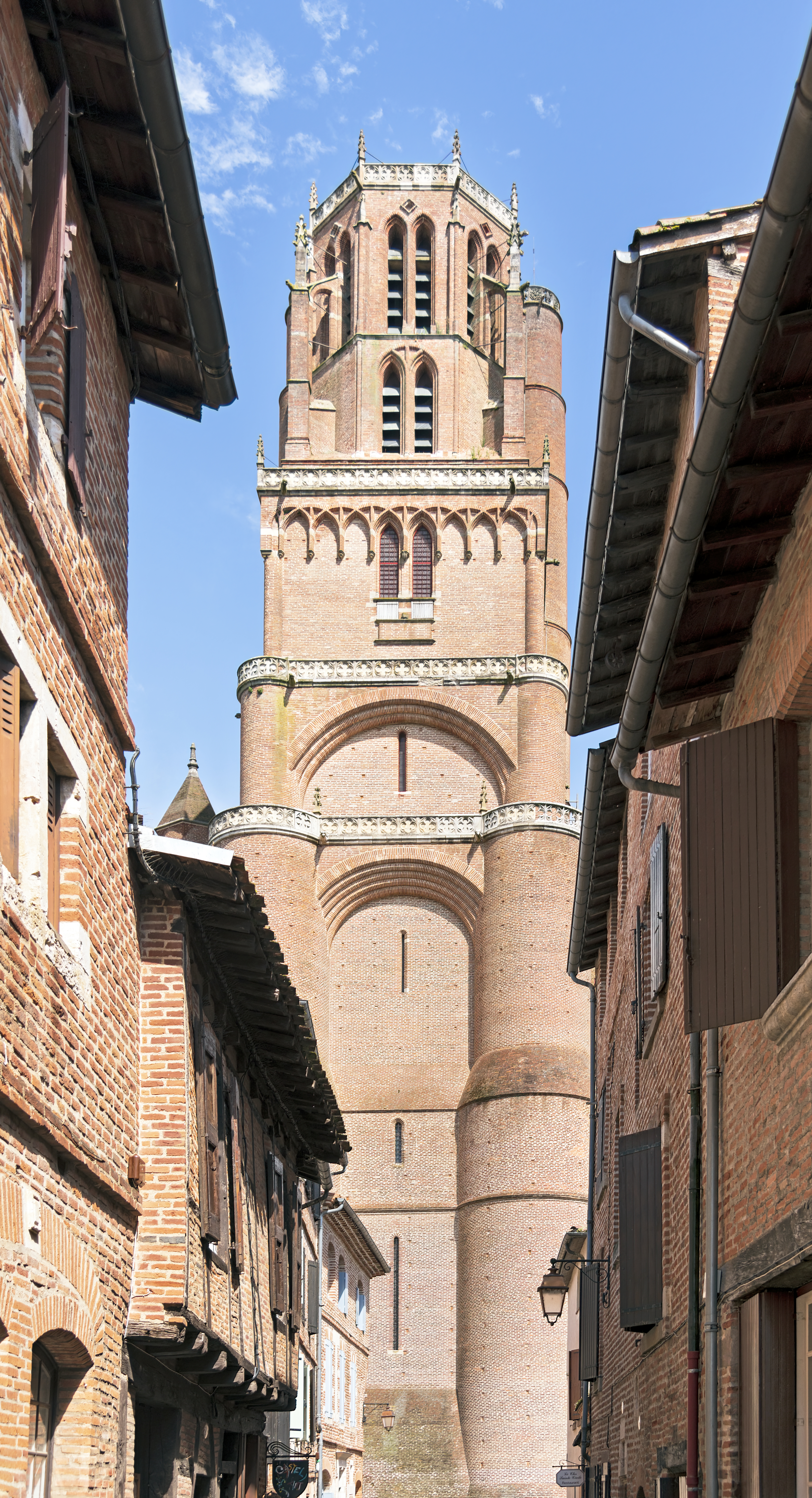
Campanario.
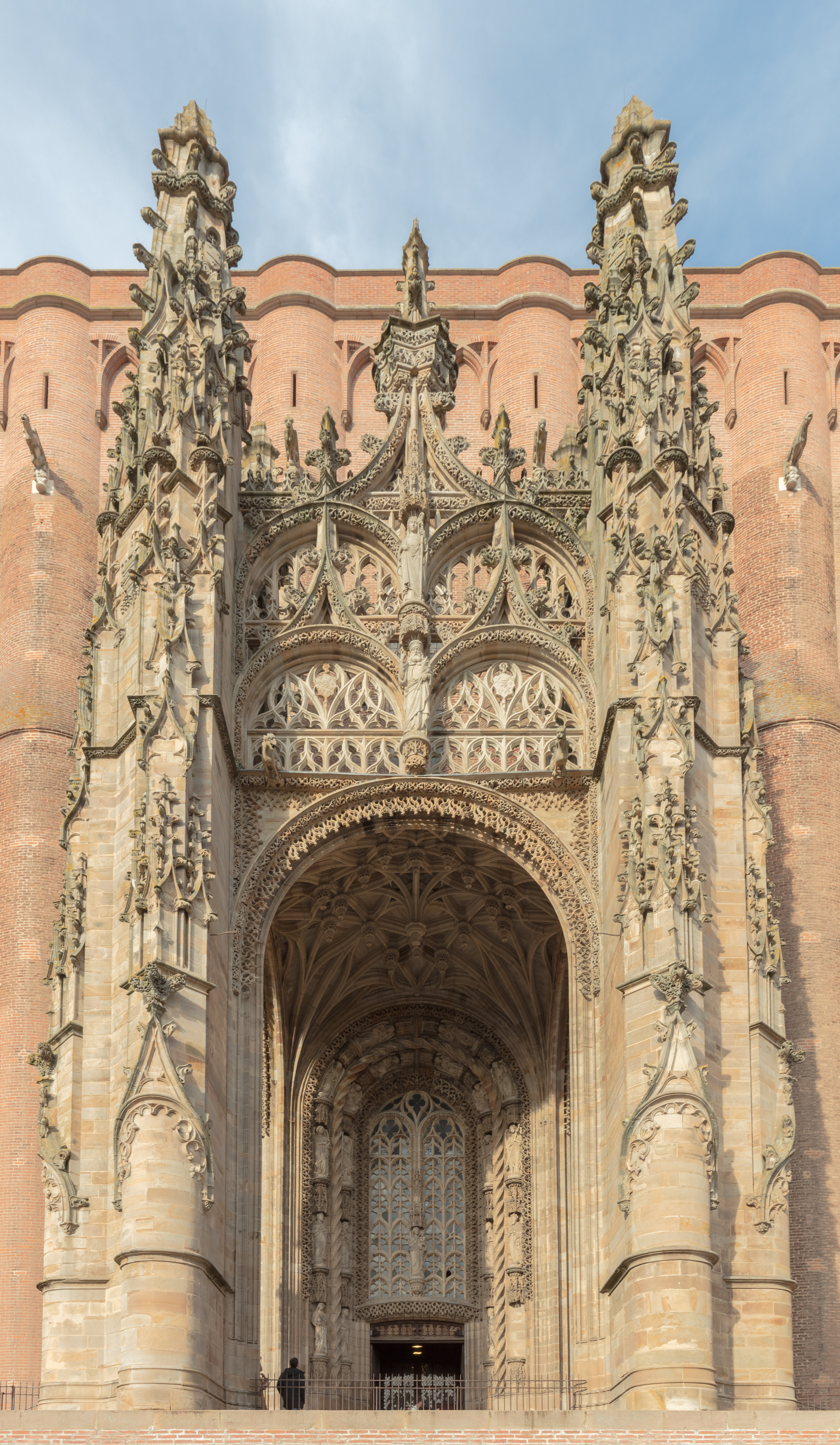
Entrada.
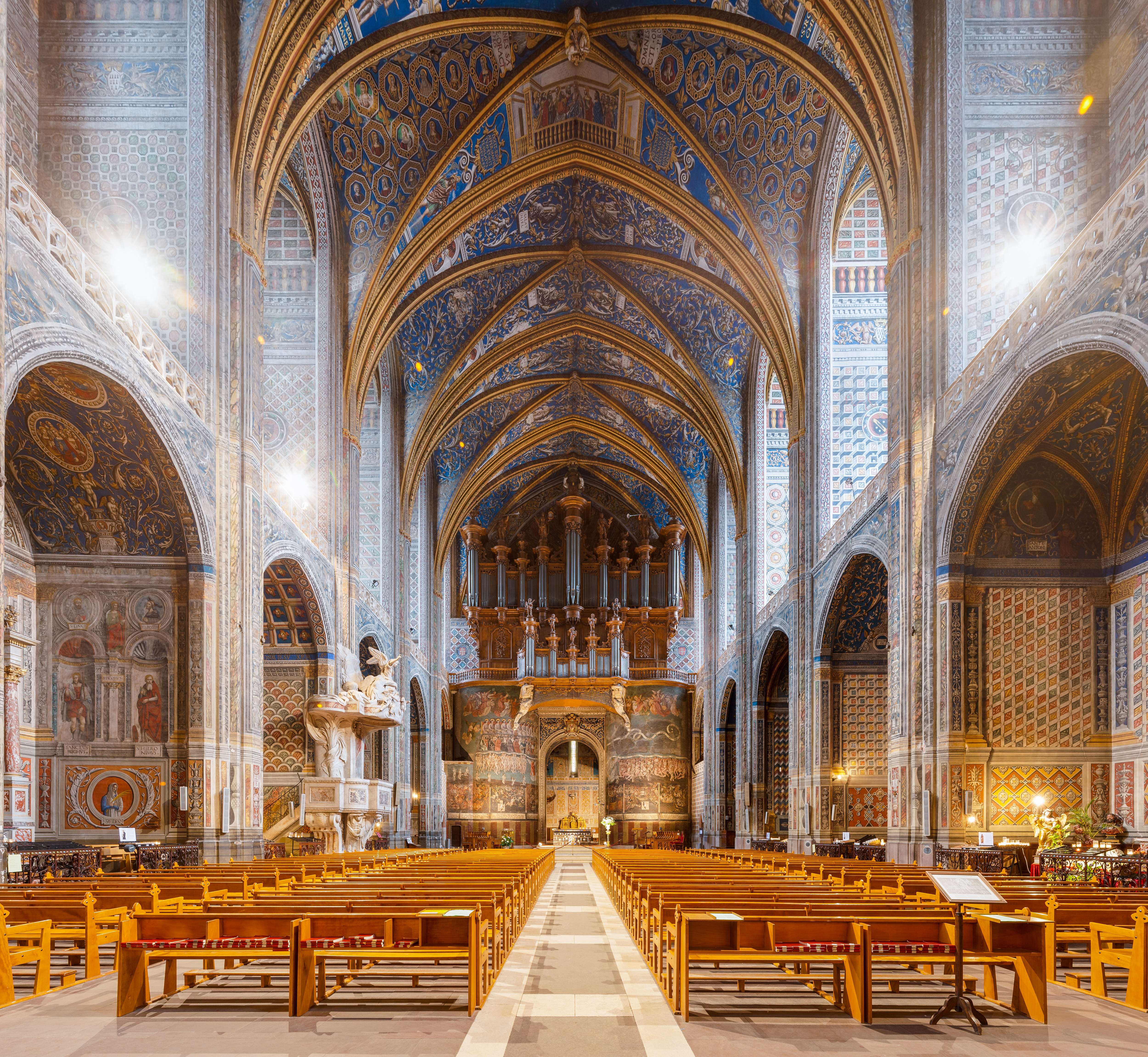
La nave y el órgano de la catedral. de Albi.
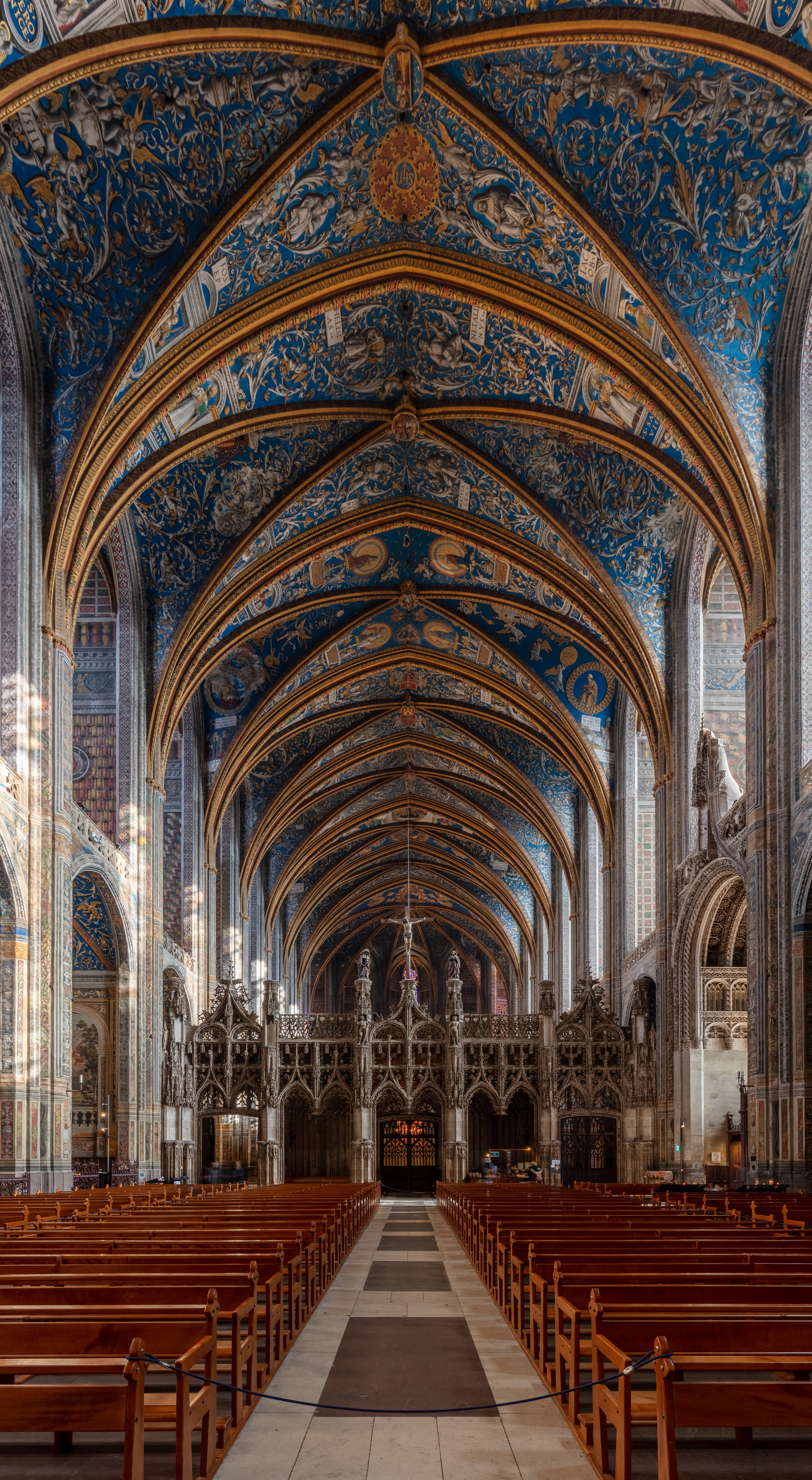
Nave principal.
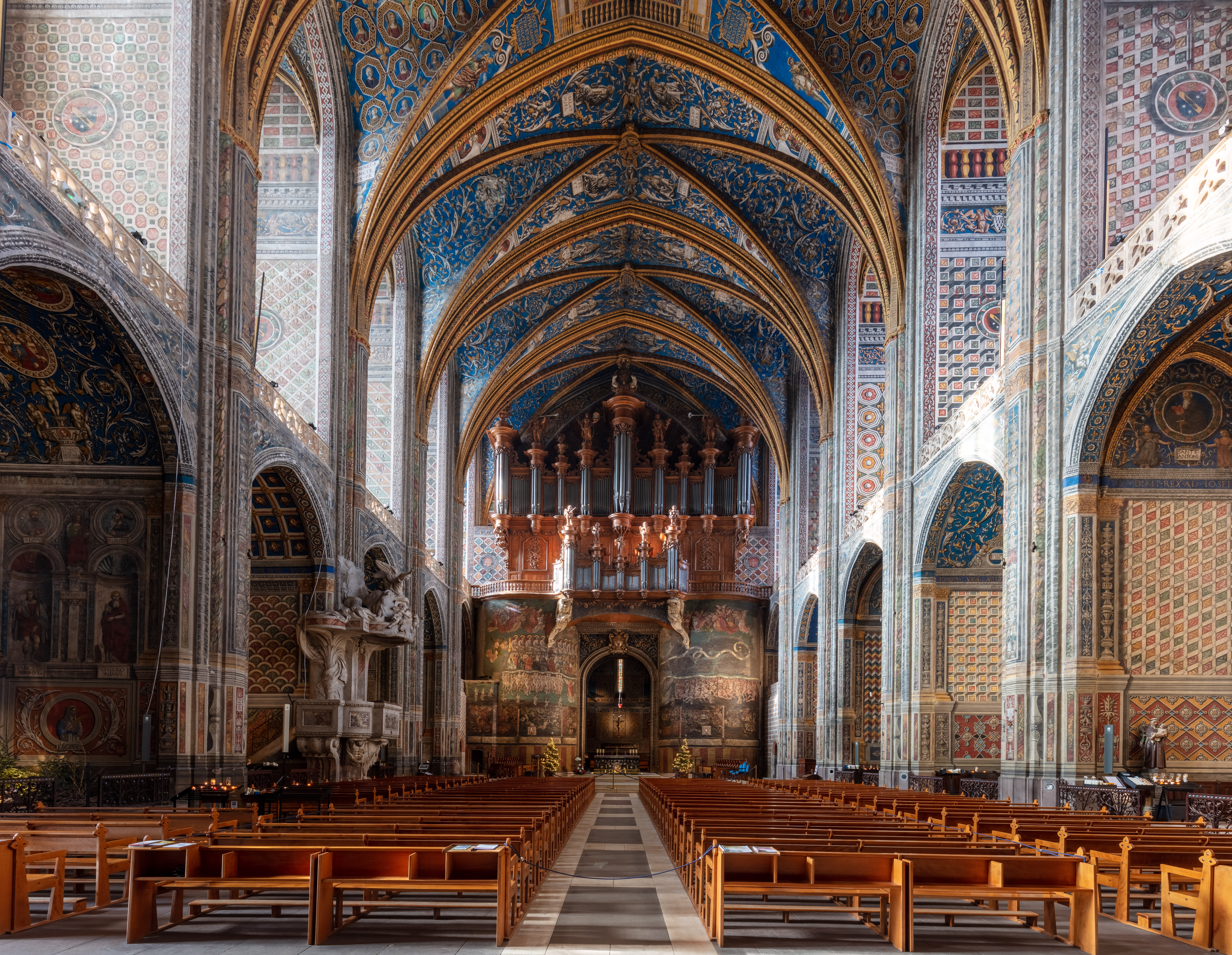
Vista de la nave principal y del órgano.